# Lịch sử Đức (1945–1990)
Lịch sử Đức giai đoạn 1945 đến 1990 là giai đoạn kể từ khi Đồng Minh bắt đầu chiếm đóng Đức theo Tuyên bố Berlin ngày 5 tháng 6 năm 1945 kéo dài cho đến khi tái thống nhất hòa bình vào ngày 3 tháng 10 năm 1990. Đức bị tước bỏ mọi quyền lợi mà họ giành được trước và trong Thế chiến, các vùng lãnh thổ phía Đông bị Ba Lan và Liên Xô sáp nhập. Vào cuối cuộc chiến, có khoảng 8 triệu người nước ngoài ở Đức, chủ yếu là tù nhân và lao động cưỡng bức, trong đó có hơn 400.000 người từ phần hệ thống Trại tập trung của Đức Quốc xã toàn hầu khắp châu Âu, chỉ một phần ở trong số đó là sống sót, còn phần nhiều đã bị chết do đói, điều kiện thời tiết khắc nghiệt hoặc bị giết hay bị bắt bị ép làm việc đến chết. Hơn 10 triệu người tị nạn nói tiếng Đức đã di cư đến Đức từ các quốc gia ở Trung và Đông Âu. Khoảng 9 triệu người Đức là tù nhân chiến tranh, phần đông bị buộc phải làm lao động cưỡng bức trong nhiều năm, nhằm tái thiết rất nhiều các quốc gia bị thiệt hại trong chiến tranh bởi Đức gây ra. Lãnh thổ Saarland của Đức bị Pháp đặt dưới chế độ bảo hộ vào năm 1947, nhưng rồi quay về với Tây Đức năm 1957 thông qua một cuộc trưng cầu dân ý. Tuy nhiên vùng lãnh thổ này có địa vị pháp lý tranh chấp.
Trong Chiến tranh Lạnh, nước Đức bị chiếm đóng bởi quân Đồng minh phương Tây (Hoa Kỳ - dẫn đầu, Anh và Pháp) ở miền tây lãnh thổ và Liên Xô chiếm miền đông. Chế độ quân quản của khối Đồng minh phương Tây và Liên Xô kéo dài cho đến khi thành lập hai nước ở hai miền vào năm 1949:
- Đông Đức, tên đầy đủ là Cộng hòa Dân chủ Đức, là nhà nước cộng hòa đơn nhất, vận hành trên nền tảng tư tưởng Marx-Lenin do Đảng Xã hội chủ nghĩa Thống nhất Đức (SED) lãnh đạo tuyệt đối; được đặt trong vòng ảnh hưởng của Liên Xô như một quốc gia vệ tinh của họ, có quan hệ thân thiết với khối Cộng sản và xã hội chủ nghĩa; có 1 nền kinh tế tập trung có sự bao cấp kiểu Stalin.[3]
- Tây Đức, tên đầy đủ là Cộng hòa Liên bang Đức, là nhà nước cộng hòa đại nghị liên bang, với nền chính trị dân chủ tự do và hệ thống kinh tế tư bản; có quan hệ thân thiết với Hoa Kỳ và các nước phương Tây.

Bắt đầu với Kỳ tích sông Rhine, Tây Đức phát triển nhanh chóng, trở thành nền kinh tế thịnh vượng nhất toàn châu Âu. Dưới sự lãnh đạo của thủ tướng Konrad Adenauer; Tây Đức thiết lập mối quan hệ chặt chẽ với Anh, Pháp, Israel, và đặc biệt là Hoa Kỳ. Tây Đức cũng gia nhập Tổ chức Hiệp ước Bắc Đại Tây Dương (NATO) cùng Cộng đồng kinh tế châu Âu (sau này trở thành Liên minh châu Âu). Đông Đức, trái lại, phát triển một cách đình trệ bởi nền kinh tế của quốc gia này vốn được tổ chức nhằm đáp ứng các nhu cầu kinh tế của Liên Xô, với lực lượng cảnh sát mật (stasi) kiểm soát chặt chẽ cuộc sống người dân, và Bức tường Berlin (xây năm 1961) ngăn dòng người tị nạn về phía Tây Đức (Republikflucht). Sau sự tan rã của khối Cộng sản và sự sụp đổ của Đảng SED ở Đông Đức, nước Đức tái thống nhất vào năm 1990.